# Rhexidius asperulus
Rhexidius asperulus är en skalbaggsart som beskrevs av Thomas Casey 1894. Rhexidius asperulus ingår i släktet Rhexidius och familjen kortvingar. Inga underarter finns listade i Catalogue of Life.